# Clambidae
Clambidae es una familia de insectos en el orden Coleoptera (escarabajos). Son unos escarabajos diminutos. Se encuentran distribuidos por todos los continentes excepto la Antártida.
Son unos escarabajos muy pequeños cuyos cuerpos no miden más de 2 mm de largo. Su forma es entre plana y convexa y algunos se pueden enrollar formando una bolita. Algunos no tienen pelos, mientras que otros los tienen en forma abundante. Los márgenes de las alas se encuentran recubiertos de largos pelillos.
Por lo general se alimentan de hongos.

## Taxonomía
La familia se encuentra dividida en 6 géneros y se han descripto unas 170 especies. El género más grande y más ampliamente distribuido es Clambus, el cual está presente en todos los continentes. El género Sphaerothorax habita en Australia y Nueva Zelanda. Acalyptomerus es circumtropical.
Géneros:
- Acalyptomerus
- Calyptomerus
- Clambus
- Loricaster
- Sphaerothorax